# 阿普勒蒙 (瓦兹省)
阿普勒蒙（法語：Apremont，法語發音：[apʁəmɔ̃]）是法国瓦兹省的一个市镇，属于桑利斯区。

## 地理
阿普勒蒙（49°13'24"N, 2°30'32"E）面积13.62 平方千米，位于法国上法蘭西大區瓦兹省，该省份为法国北部内陆省份，北起索姆省，西接厄尔省和滨海塞纳省，南至塞纳-马恩省和瓦兹河谷省，东临埃纳省。
与阿普勒蒙接壤的市镇（或旧市镇、城区）包括：克雷伊、库尔特伊、欧蒙昂纳拉特、韦尔讷伊昂纳拉特、圣马克西曼、维讷伊-圣菲尔曼。
阿普勒蒙的时区为UTC+01:00、UTC+02:00（夏令时）。

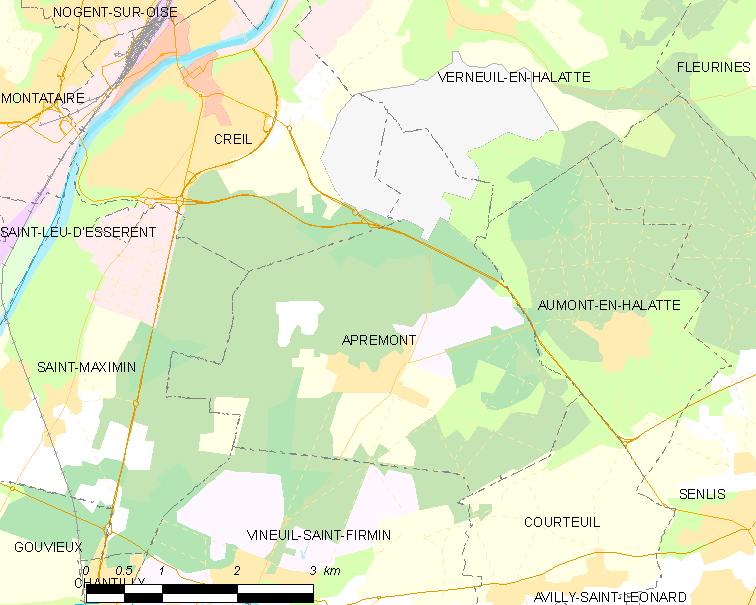
阿普勒蒙的OSM定位图

## 行政
阿普勒蒙的邮政编码为60300，INSEE市镇编码为60022。

## 政治
阿普勒蒙所属的省级选区为尚蒂伊县。

## 人口

1962-2008年间阿普勒蒙人口变化图示

阿普勒蒙于2022年1月1日时的人口数量为638人。